# Neotheropoda
Neotheropoda, hay "theropoda mới", là một nhóm khủng long bao gồm coelophysoidae và một số theropoda tiến hóa hơn.

## Định danh
Neotheropoda được đặt tên bởi Robert T. Bakker vào năm 1986 nó bao gồm một nhóm các loài khủng long theropoda có quan hệ họ hàng với hai nhóm Ceratosauria và Tetanurae.
Tuy nhiên, hầu hết các nhà nghiên cứu sau đó đã sử dụng nó để biểu thị một nhóm rộng hơn. Neotheropoda được Paul Sereno định nghĩa lần đầu tiên vào năm 1998 là một nhánh gồm Coelophysis cộng với chim hiện đại, hầu hết theropoda trừ các loài nguyên thủy nhất.